# Jean-Pierre Rawson
Pour les articles homonymes, voir Rawson (homonymie) et Doering.
Jean-Pierre Doering dit Jean-Pierre Rawson, né en 1936 et décédé le 21 juillet 2020 à Zürich, est un réalisateur et producteur français. 

## Filmographie
Réalisateur
- 1979 : Gros-Câlin, adaptation du livre d'Emile Ajar, avec Jean Carmet
- 1989 : Comédie d'amour, avec Michel Serrault, d'après Paul Léautaud
- 1991 : Les Fleurs du mal, d'après Charles Baudelaire.

Producteur
- 1977 : Drôles de zèbres de Guy Lux
- 1978 : Comment se faire réformer de Philippe Clair
- 1978 : Freddy de Robert Thomas
- 1978 : Les réformés se portent bien de Philippe Clair
- 1979 : Les Égouts du paradis de José Giovanni
- 1979 : Rodriguez au pays des merguez de Philippe Clair